# Der elektrische Stuhl (1935)
Der elektrische Stuhl ist ein US-amerikanisches Kriminalfilmdrama aus dem Jahre 1935 von Tim Whelan mit Spencer Tracy in der Hauptrolle. Nebendarsteller James Stewart gab hier sein Langfilmdebüt. 

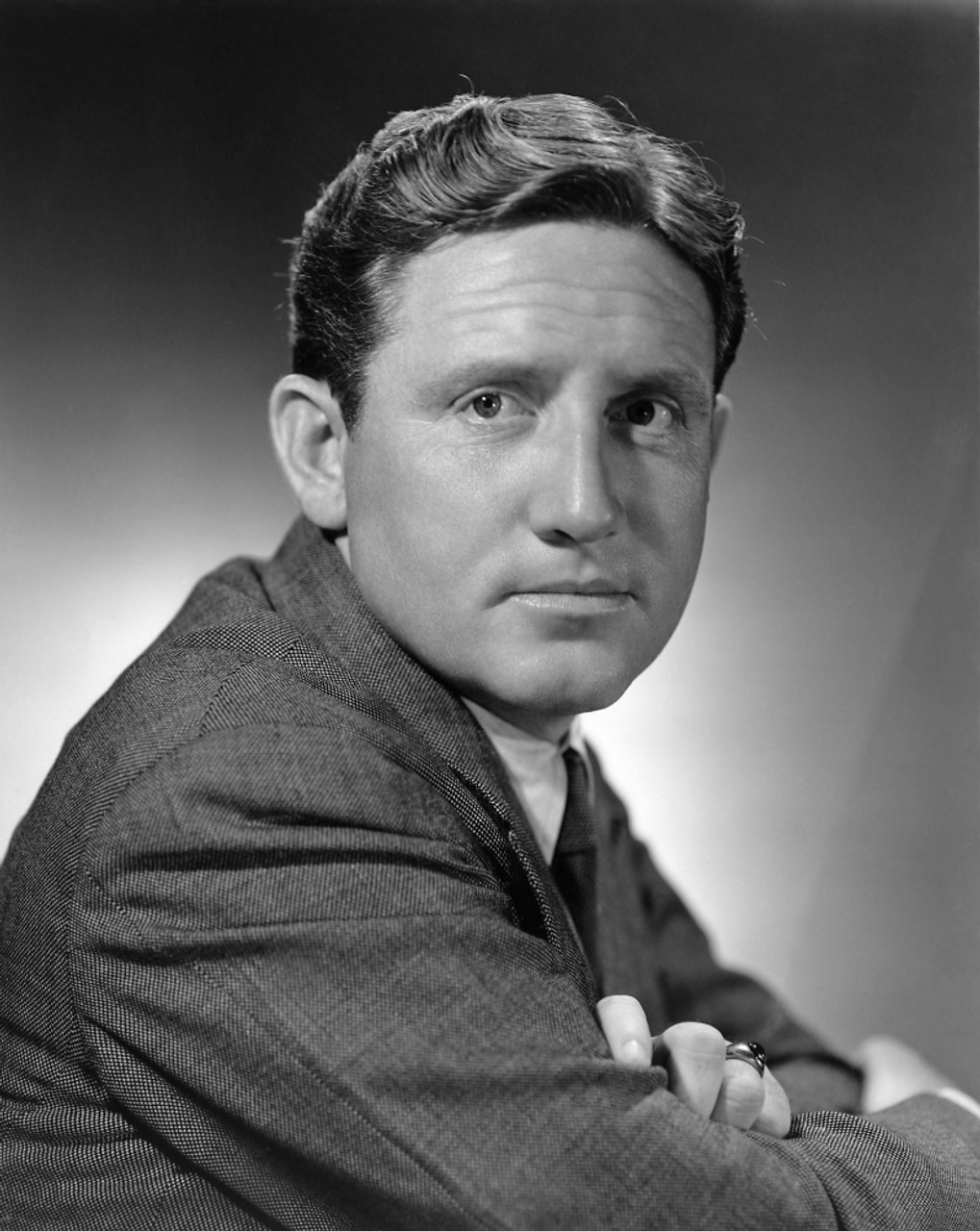
Hauptdarsteller Spencer Tracy im Drehjahr 1935

## Handlung
Steve Grey arbeitet als Reporter bei der Tageszeitung „New York Daily Star“ und hat sich auf Mordfälle spezialisiert. Als der als korrupt geltende Geschäftsmann Halford ermordet wird, gibt Steve Henry Mander, einem der Mitarbeiter des Mordopfers, in seinen Artikeln mit zahlreichen Andeutungen und Tatkonstruktionen so geschickt die Schuld am Verbrechen und insinuiert damit, dass Halford von einem Schützen mit einem Gewehr einer Schießbude von der anderen Straßenseite getötet wurde. Die Polizei und die Justiz folgen Greys Gedankengängen und nehmen Mander daraufhin fest. Er wird vor Gericht gestellt und schließlich in einem Indizienprozess zum Tode verurteilt. Der noch immer unter dem Eindruck des ihn belastenden Falles stehende Steve nutzt die momentan freie Zeit, um seinen Vater zu besuchen. Der befindet sich in einer schweren ökonomischen Notlage, da sein Geschäft ruiniert wurde. Steve, der gern einen über den Durst trinkt, wird von der Klatschkolumnistin Mary, die ihn liebt und seine seelische Belastung erkennt, dazu gedrängt, sich eine Auszeit zu nehmen und von den Vorkommnissen der jüngsten Vergangenheit zu erholen.
Die Dinge wenden sich in dramatischer Weise, als ein noch junger, hochgewachsener Kollege, ironischer Spitzname „Shorty“, Steve mitteilt, dass der leitende Redakteur ein exklusives Interview mit Mander im Gefängnis haben möchte. Nicht eben leichten Herzens besucht Steve daraufhin den in seiner Gefängniszelle auf seine Hinrichtung auf den elektrischen Stuhl wartenden Todeskandidaten, um dieses Interview zu führen. Erst jetzt kommt die ganze Wahrheit heraus: Steve, dessen seelische Belastung im Lauf der vergangenen Wochen immer stärker wurde, gesteht, den Mander angelasteten Mord selbst begangen zu haben. Das Motiv: Er behauptet, dass Halford und Mander seinen Vater wirtschaftlich ruiniert hätten. Steve, der seinem Chef Robins zuvor gesagt hatte, dass er weder dieses Interview führen noch die dazugehörige Geschichte schreiben könne, wird von diesem regelrecht genötigt, diesen Job zu erledigen. Steve will allen Ballast von sich werfen und entscheidet sich daher, sich der Polizei zu stellen. Er wird aber aus seinem Verbrechen auch die größte Geschichte seines Lebens machen und in der eigenen Zeitung über seine Mordtat zu schreiben.

## Produktionsnotizen
Der elektrische Stuhl entstand in nur drei Wochen Drehzeit, zwischen dem 28. Mai und dem 18. Juni 1935, und wurde kurz darauf, bereits am 12. Juli 1935, uraufgeführt. Die deutschsprachige Erstaufführung fand 1936 statt. In Deutschland wie auch in Österreich wurde der Film auch unter dem Titel Der Mann für Mord vertrieben.
Die Produktionskosten beliefen sich laut MGM-Unterlagen auf rund 167.000 $. Die internationalen Einnahmen lagen bei 546.000 $. Damit war Der elektrische Stuhl ein ordentlicher Kassenerfolg.
Die Filmbauten schuf Cedric Gibbons, unterstützt von Eddie Imazu und von Ausstatter Edwin B. Willis. Den Ton überwachte Douglas Shearer. 
Herman J. Mankiewicz arbeitete ungenannt am Drehbuch mit.

## Wissenswertes
Der elektrische Stuhl war nicht nur James Stewarts erster abendfüllender Film, sondern zugleich die erste MGM-Produktion nach Vertragsabschluss Spencers Tracys mit diesem Major Studio, dem er zwei Jahrzehnte lang die Treue halten sollte.

## Kritiken
Der Kritiker der New York Times bemängelte das in seinen Augen zu schwache Anfangstempo des Films und schrieb: “Eine plötzliche Betonung des dramatischen Interesses gegen Ende des Films kann die Langsamkeit und allgemein statische Qualität der früheren Dreiviertel nicht wettmachen.” Als Fazit war zu lesen: “Mr. Tracy, immer ein interessanter Darsteller, kam schon mal besser zur Geltung, und von den anderen Darstellern wird so wenig verlangt, dass ihre Arbeit keinen Kommentar verdient. Registrieren Sie "Murder Man" als einen nur mäßig bis mittelmäßigen Film.”
Wiens Der gute Film urteilte: „Der Film hat eine spannende, logisch gut geführte Handlung ohne die üblichen Fehler der Kriminalfilme. Eines verwirrt den Zuschauer: Motiv und Tat werden nicht bildlich vorgeführt, sondern es wird davon nur erzählt, ein filmdramaturgischer Mangel. Ansonst aber weiß der Film menschlich zu packen, vor allem durch eine ausgezeichnete Darstellung und durch einen gut abgewogenen Dialog. Die Regie arbeitet sauber, das Technische ist befriedigend.“
Englands Schriftsteller und damaliger Filmkritiker Graham Greene lobte in The Spectator Spencer Tracys Darstellungskunst, die „so sicher wie eine mathematische Formel“ sei.
Die Österreichische Film-Zeitung nannte den Film spannend und lobte Tracys darstellerische Leistungen: Er „stattet seine Rolle mit zahlreichen individuellen Zügen aus“.
Auch das Neue Wiener Tagblatt fand freundliche Worte für den Hauptdarsteller: „Spencer Tracy schafft einen lebensechten Charakter unter all den Durchschnittstypen. Ein ganzer Reporter und ein ganzer Mann. Virginia Bruce ist ein nettes Girl. Daß Beamtinnen in ihrem eigenen Auto einen Urlaub antreten und dabei einige Silberfüchse tragen, überrascht ein wenig.“
Der Movie & Video Guide nannte Der elektrische Stuhl einen „schwungvollen, kleinen Film“, während Halliwell‘s Film Guide die Geschichte als „gutes, unauffälliges Melodram mit einer interessanten Besetzung“ bezeichnete. Das Fachblatt Variety wiederum prophezeite 1935 dem Streifen gute Einkünfte in den kleineren Kinos („It will please in the lesser houses“).